# Крымшамхалов, Мырзакул Пашаевич
Князь Мырзакул Пашаевич Крымшамхалов (1873—1940)— кадровый военный, подъесаул 2-й Кубанской пластунской бригады, позже полковник.

## Военная служба
25 февраля 1905 года он был командирован в составе бригады на театр военных действий, куда прибыл в начале апреля. Бригада вошла в состав Ханлунченского отряда генерал-лейтенанта Ренненкампфа. Вначале Крымшамхалов нес службу при управлении бригады, а 21 июня был назначен старшим адъютантом левого авангарда 7-го армейского корпуса.
8 июня Крымшамхалов участвовал в усиленной разведке (под личным руководством генерала Ренненкампфа) отрядами полковника Кондратовича долины реки Цинхэ. На следующий день он принимал участие в перестрелке у деревни Лицзятай. 6-8 июля Крымшамхалов был в разведке отряда генерал-лейтенанта Случевского и вновь участвует в перестрелках с японцами (7-8 июля у деревни Юланьцзы). В следующий раз храбрый офицер-карачаевец ведет разведку в отряде полковника Горелова, вновь к Юланьцзы.
Мырзакул Крымшамхалов 12 октября приказом по 2-й Манчжурской армии «за отличия в делах против японцев» был награждён орденом Св. Анны IV степени с надписью «За храбрость». Этот орден давался офицерам за непосредственное участие в схватке с противником. По окончании войны Крымшамхалов более трех месяцев нес пограничную службу в Заамурском округе.
Вернувшись в мае 1906 года на Кубань, он был назначен в 6-й Кубанский пластунский батальон, где и продолжил службу. Через два года после окончания войны приказом императора Николая II Крымшамхалов был награждён орденом Св. Станислава III степени. Впоследствии он получил и светло-бронзовую медаль, подтверждающую его участие именно в боевых действиях в войне 1904—1905 годов.

## В отставке
Высочайшим Приказом, состоявшимся 11 декабря 1911 года (произведен в подполковники с увольнением) уволен подполковником по болезни с пенсией из Государственного казначейства.
В личном деле Мырзакула записано: «Женат первым законным браком с вдовою штабс-капитана в отставке Юлией (Зулей) Николаевной Даниловой магометанского вероисповедания».
Известный русский философ Ильин И. А. упоминает о Крымшамхалове в статье «Отповедь расчленителям» (И. А. Ильин, Собрание сочинений в 10 томах. Том 2. Книга II), находясь в эмиграции:
В 1916 году я лечил свои легкие на Кавказе, в Теберде, и жил в пансионе у князя местного народа Карачаев. Его фамилия была Крым-Шамхалов. Его дед заключил вечный мир и присоединение с императором Николаем I, а внук его Мурзакул Баксанук Пашаевич, магометанин по вере, полковник русской армии, весь израненный в японской войне, не находил себе места от тоски о том, что раны его не позволяют ему участвовать в первой мировой войне против германцев. Добавлю только, что ныне весь народ Карачаев вырезан большевиками за неприятие коммунизма

## Гражданская война
Во время гражданской войны Мырзакул в составе Добровольческой армии был командиром карачаевского конного полка карачаевской конной бригады Сводно-Горской дивизии (с 11 декабря 1918). Согласно воспоминаниям «белого» генерала М. А. Фостикова, в смутное время гражданской войны карачаевцы строго ориентировались на Мырзакула, а тот, в свою очередь, являлся для них признанным авторитетом. Поэтому он, осознавая бесперспективность и неблагоприятные для карачаевцев последствия, пресекал попытки Фостикова втянуть в боевые действия местное население.